# Susanne Juhasz
Susanne Asta Juhasz (født 5. december 1972 i Aarhus) er dansk manuskriptforfatter, skuespiller og filmproducent. Hun er uddannet fra Statens Teaterskole i 2000. I 2002 modtog hun Bodilprisen for bedste kvindelige birolle for sin rolle i  spillefilmen "At klappe med een hånd", ligesom hun blev nomineret til Robertprisen. Juhasz har siden været nomineret til Robertprisen for sin hovedrolle i spillefilmen "Regel nr. 1".  2019 skrev og producerede hun spillefilmen  "Ninna", som hun også spillede hovedrollen i. 2021 skrev hun manuskriptet til og spillede hovedrollen i thrilleren "Majas Løfte".  

## Filmografi

### Film
- 1999 – Lille mænsk (kortfilm)
- 2001 – Anja og Viktor - Kærlighed ved første hik 2
- 2001 – At klappe med een hånd
- 2002 – Elsker dig for evigt
- 2003 – Regel nr. 1 (nomineret til en Robert for bedste kvindelige hovedrolle)
- 2007 – Hjemve
- 2009 – Karla og Katrine
- 2010 – Hævnen
- 2011 – Det grå guld
- 2019 - Ninna
- 2021 - Majas Løfte

### Tv-serier
- 2001 – Hotellet (afsnit 34)
- 2003 – Nikolaj og Julie (afsnit 13)
- 2003 – Forsvar (afsnit 6)
- 2006 – Ørnen (afsnit 21)